# Muesonia straminea
Muesonia straminea är en stekelart som beskrevs av Michael J. Sharkey och Robert A.Wharton 1994. Muesonia straminea ingår i släktet Muesonia och familjen bracksteklar. Inga underarter finns listade i Catalogue of Life.